# قره‌دره (جبرئیل)
قره‌دره یک منطقهٔ مسکونی در جمهوری آرتساخ است که در استان هادروت واقع شده‌است.